# Medalha Charles Doolittle Walcott
A Medalha Charles Doolittle Walcott (em inglês:  Charles Doolittle Walcott Medal) é concedida pela Academia Nacional de Ciências dos Estados Unidos a cada cinco anos, promovendo pesquisas e estudos no campo da vida e história do Pré-Cambriano e Cambriano. A medalha foi instituída em 1934 pela Fundação Walcott, financiada por Mary Vaux Walcott, em memória do paleontólogo Charles Doolittle Walcott.

## Laureados[1]
- 1934 David White
- 1939 Anton Hilmer Westergård
- 1947 Alexander G. Vologdin
- 1952 Franco Rasetti
- 1957 Pierre Hupe
- 1962 Armin Alexander Öpik
- 1967 Allison R. Palmer
- 1972 Elso Sterrenberg Barghoorn
- 1977 Preston Cloud
- 1982 Martin Glaessner
- 1987 Andrew Knoll e Simon Conway Morris
- 1992 Stefan Bengtson
- 1997 Mikhail Fedonkin
- 2002 Hans J. Hofmann
- 2007 John Grotzinger
- 2013 James William Schopf